# Magilligan Point
Magilligan Point är en udde i Storbritannien.   Den ligger i riksdelen Nordirland, i den västra delen av landet, 600 km nordväst om huvudstaden London.
Terrängen inåt land är varierad. Runt Magilligan Point är det ganska glesbefolkat, med 29 invånare per kvadratkilometer. . 